# Sabariz
Sabariz é uma povoação portuguesa sede da Freguesia de Sabariz do Município de Vila Verde, freguesia com 1,58 km² de área e 448 habitantes (censo de 2021), tendo, por isso, uma densidade populacional de 283,5 hab./km².

## História
Pertenceu ao concelho de Pico de Regalados e quando este foi extinto, por decreto de 24 de outubro de 1855, passou para o concelho (atual município) de Vila Verde.

## Demografia
A população registada nos censos foi:
| Distribuição da População por Grupos Etários | Distribuição da População por Grupos Etários | Distribuição da População por Grupos Etários | Distribuição da População por Grupos Etários | Distribuição da População por Grupos Etários |
| -------------------------------------------- | -------------------------------------------- | -------------------------------------------- | -------------------------------------------- | -------------------------------------------- |
| Ano                                          | 0-14 Anos                                    | 15-24 Anos                                   | 25-64 Anos                                   | > 65 Anos                                    |
| 2001                                         | 63                                           | 54                                           | 175                                          | 61                                           |
| 2011                                         | 86                                           | 46                                           | 242                                          | 69                                           |
| 2021                                         | 55                                           | 65                                           | 250                                          | 78                                           |

## Lugares
Além da sede, a Freguesia de Sabariz engloba os seguintes lugares:
- Agrelo
- Arinho
- Fufinhos
- Fundevila
- Igreja
- Mato
- Painçais
- Rego
- Roupeiro
- Santo Isidoro